# Chaveroche
 Chaveroche  (en occitano Chava Ròcha) es una comuna y población de Francia, en la región de Lemosín, departamento de Corrèze, en el distrito de Ussel y cantón de Ussel Oeste.
Su población en el censo de 2008 era de 199 habitantes.
Está integrada en la Communauté de communes Ussel-Meymac-Haute-Corrèze.

## Demografía
| 146 | 167 | 139 | 140 | 149 | 145 | 199 |
| Para los censos de 1962 a 1999 la población legal corresponde a la población sin duplicidades (Fuente: INSEE [Consultar]) |     |     |     |     |     |     |